# 라디오스타 (기독교방송)
김광한의 라디오스타는 대한민국의 방송국 CBS의 라디오 채널 CBS 표준FM에서 월요일부터 토요일까지 오후 2시 10분부터 오후 3시 55분까지 방송했던 종영 라디오 프로그램이다. 방송시간은 1부는 50분, 2부와 3부는 각각 25분씩 방송했다.
2014년 5월 17일부로 신설 프로그램 라디오3.0방송으로 인해 1년만에 폐지되었다.

## 진행자
- 김광한

## 같이 보기
- CBS 표준FM
- 기독교방송

| CBS 표준FM          |                                        |                          |
| 이전                | 김광한의 라디오스타                    | 다음                     |
| 장주희의 뮤직플러스 | 김광한의 라디오스타                    | 크리스천 칼럼            |
| 낮 12시 ~ 오후 2시  | 오후 2시 10분 ~ 오후 3시 55분          | 오후 3시 55분 ~ 오후 4시 |
| (1시 CBS 노컷뉴스)  | (2시 CBS 노컷뉴스, 3시 CBS 수도권뉴스) |                          |